# 雕刻花瓣蟹
雕刻花瓣蟹（学名：Liomera caelata）为扇蟹科花瓣蟹属的动物。分布于日本、托里斯海峡、苏禄海、安汶岛以及中国大陆的沿海等地，生活环境为海水，多栖息于浅水珊瑚丛中。